# Paul Glotin
Pour les autres membres de la famille, voir Famille Glotin.
Paul Glotin, né le 18 mai 1870 à Bordeaux (Gironde) et mort le 9 novembre 1933 à Bordeaux, est un industriel et homme politique français.

## Biographie
Roger-Paul Glotin est le fils de Pierre-Joseph Glotin (1828-1884), ancien lieutenant de vaisseau, qui quitte la Marine pour reprendre la direction de la maison Marie Brizard après son mariage avec Suzanne Legrand, héritière par sa mère Laure Roger de la fondatrice de la maison.
Il épouse en 1894 Anne Suzanne Roudier, fille de Georges Roudier, receveur des contributions directes, et d'Élizabeth Girard (fille d'un banquier et notaire de Rochefort, neveu de Pierre-Simon Girard). D'où :
- Henry (1896-1962), officier de marine, industriel et adjoint au maire de Bordeaux, marié à Janine de Courson de La Villeneuve (petite-fille de Louis-Adolphe de Gouzillon de Bélizal)
- Pierre (1897-1950), industriel et président de l'Union des Patronages du Sud-Ouest, époux d'Eileen Reyher et père du jésuite Édouard
- Yves (1899-1972), industriel, père de Paul et Philippe
- Marie-Thérèse (1901-1984), baronne de Boerio
- Marcelle (1902-1986), épouse de Godefroy de Fonrocque-Mercié
- Jean (1908-1986), industriel

Après des études au lycée Saint-Joseph de Tivoli, Paul Glotin s'associe en 1904 avec sa mère dans la société familiale Marie Brizard, avant de la diriger seul avec son frère Édouard, jusqu'à leurs décès en 1933.
Très chrétien, un des chefs de file du Parti catholique, il s’implique dans la gestion de la ville de Bordeaux et fonde, avec son ami Paul Duché et André Ballande, un journal catholique et conservateur, La Liberté du Sud-Ouest, dont il préside le conseil et en reste jusqu'à la fin administrateur et bailleur de fonds. Il préside le comité girondin de la Patrie française, prend part à l'organisation de l'Action libérale en 1902 à Bordeaux et devient le président du comité de Bordeaux puis du comité de Bordeaux et du Sud-Ouest de ce parti de catholiques ralliés à la République. Il est président d'honneur de l’Association catholique de la jeunesse française (ACJF) en 1914.
Il entre en 1912 au conseil municipal de Bordeaux, devient adjoint au maire de Bordeaux l'année suivante et se trouve mobilisé en 1914 au 139e Territorial. Envoyé au Maroc, sa santé y est durement touchée, l'obligeant à être rapatrié en 1915. À la fin de la guerre, il prend la présidence des amicales de l'enseignement libre du Sud-Ouest et de la Société civile de l'École de Saint-Joseph de Tivoli, qu'il dote du domaine de Peyreblanque à Caudéran.
En 1919, il est élu conseiller général (pour le canton de Bordeaux-2) et député de la Gironde sous l'étiquette de l'Entente républicaine démocratique. Il devient membre des commissions des douanes, de la marine et de la boisson. Il siège au parlement jusqu'en 1924 et au conseil général jusqu'à sa mort.
Il meurt dans la ville de Bordeaux le 9 novembre 1933 et ses obsèques sont célébrées dans la basilique Saint-Seurin. Il est décoré de l'ordre de la Légion d'honneur et de l'ordre de Saint-Grégoire-le-Grand.

## Distinctions
- Chevalier de l'ordre de Saint-Grégoire-le-Grand
- Chevalier de la Légion d'honneur